# Carmen Rocío Cuello Pérez
Carmen Rocío Cuello Pérez (Sevilla, 22 de julio de 1979) es una política española, diputada por el PSOE en el Congreso durante la XI y XII legislatura.

## Biografía
Posee una diplomatura en Ciencias Empresariales por la Universidad de Sevilla (2003) y un máster universitario en Sociedad, Administración y Política por la Universidad Pablo de Olavide (2012). Al finalizar sus estudios en 2003 se afilió al PSOE. Entre octubre de 2007 y septiembre de 2010 ejerció como Secretaria de Organización de Juventudes Socialistas de Andalucía. Trabajó como responsable de compras del Grupo RGD-Mape (2003-2006), como empleada de banca en varias entidades y como jefa de gabinete de la Consejería de Empleo de la Junta de Andalucía (2011-2012). Entre agosto de 2012 y enero de 2015 fue subdirectora del Instituto Andaluz de la Juventud y entre enero y noviembre de 2015 fue directora del Instituto Andaluz de la Mujer. En diciembre de 2015 fue elegida diputada por Sevilla en el Congreso, siendo reelegida en 2016.
En su labor en el Congreso, esta andaluza destacó por su trabajo para la elaboración del Pacto de Estado en materia de Violencia de Género. Fue ponente de la Ponencia de Prop. LO refor. LO Pacto Estado violencia género (122/220)- El Pacto de Estado fue aprobado finalmente el 28 de septiembre de 2017.

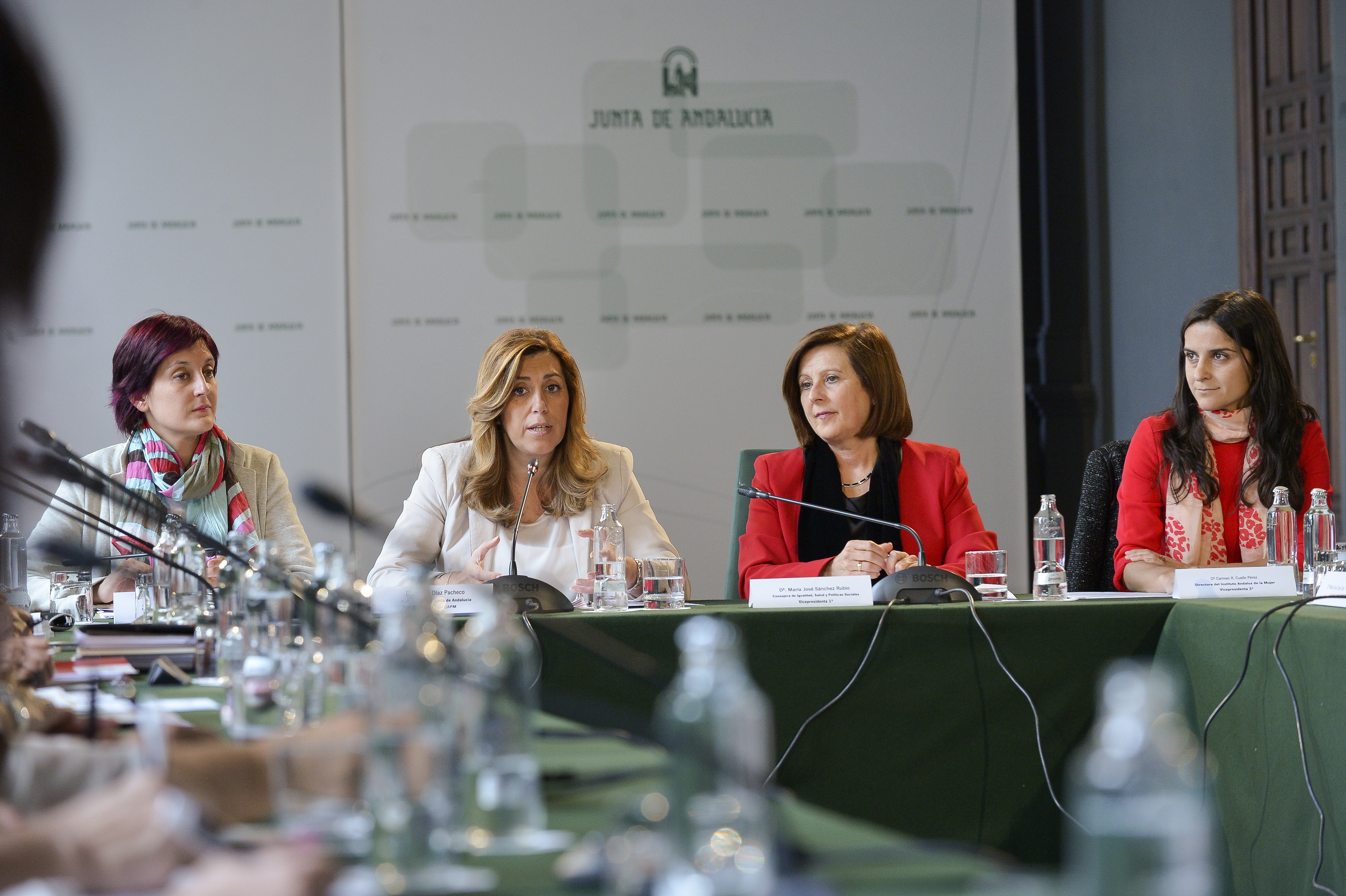

Entre otras, es Portavoz adjunta de la Comisión de Igualdad y es Portavoz de la Comisión de Seguimiento y Evaluación de los acuerdos del Pacto de Estado en materia de Violencia Género.